# 미겔 이달고 이 코스티야

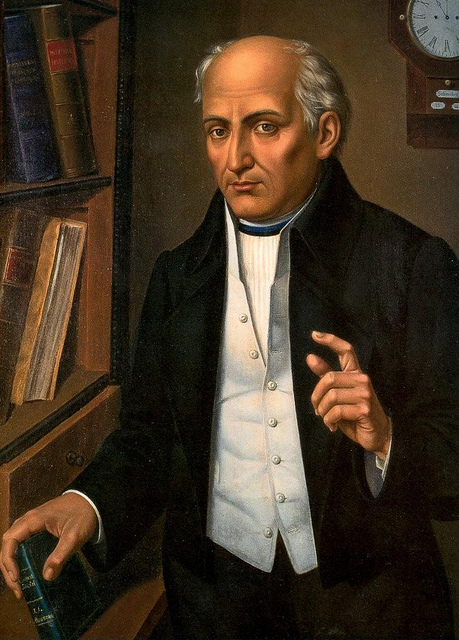
미겔 이달고 이 코스티야

미겔 이달고 디 코스티야(스페인어: Miguel Hidalgo y Costilla, 1753년 5월 8일 ~ 1811년 7월 30일)는 멕시코 독립 전쟁 초창기 지도자로서 "멕시코 독립의 아버지"로 평가를 받는 인물이다. 로마 가톨릭 성직자였던 그는 1810년 9월 16일 투쟁을 촉구하는 '돌로레스 절규'를 시작으로 봉기하여 독립운동을 이끌었다. 원주민과 메스티소들을 이끌었으나 크레욜로들의 지지를 얻지 못한채 1년만에 스페인 군에 생포된후 순교했다.
그의 순교는 모렐로스 신부와 이투르비테의 무장봉기로 이어졌고 1821년에 코르도바 조약을 통해 멕시코와 중미지역은 독립을 인정받았다. 멕시코의 독립은 이달고 신부의 '돌로레스 절규'후 11년 뒤에나 이루어졌음에도 불구하고 그가 돌로레스에서 독립투쟁을 촉구한 1810년 9월 16일은 국경일인 멕시코 독립 기념일로 지정되어 있다.

## 생애

### 어린 시절

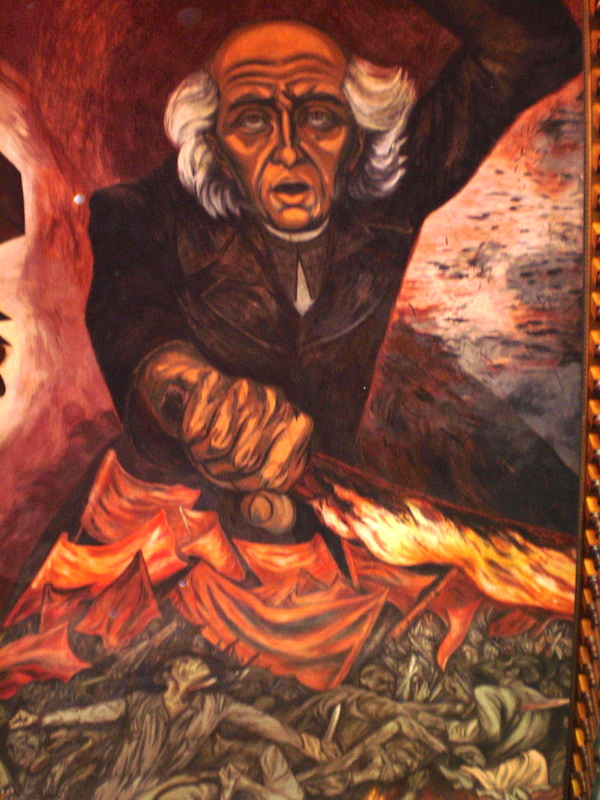
이달고 신부

누에바 에스파냐 부왕령(1535~1821) 시대인 1753년에 과나후아토주의 펜하모(Pénjamo)의 부유한 크리욜로(남미 출생 백인) 집안에서 태어났다. 1773년 바야돌리드의 예수회 대학인 산니콜라스 대학(현 미초아칸 대학)에서 철학과 신학을 공부하고 1778년 사제가 되었다. 계몽주의 관련 서적을 읽고 변화를 꿈꾸었는데, 바야돌리드에 있는 산 니콜라스 오비스포 콜레지오(Colegio de San Nicolás Obispo) 대학의 교수직을 하던 중 사회 개혁안을 발표해 1792년에 대학에서 쫓겨났다. 1803년 돌로레스 교구의 사제로 사목을 하며 돌로레스의 가난한 사람들에게 올리브와 포도를 재배하는 방법을 가르쳐줌으로써 그들에게 도움을 주려 시도했다. 그러나 스페인 본국과 경쟁관계에 있는 작물의 재배를 금하는 식민지 정책 때문에 그는 멕시코 주재 스페인 식민정부로부터 제재를 받기도 했다.

### 시대적 배경
경제적 수탈과 차별, 불평등으로 얼룩지며 300년간 이어진 라틴 아메리카의 스페인 식민통치는 현지인들에게 많은 불만을 품게 만들었다. 미국 독립(1783년), 프랑스 대혁명(1789년), 아이티 독립(1804년) 그리고 루소나 몽테스키등에 의해 전파된 계몽주의, 민족주의, 공화주의 사상은 식민지의 지식인들에게도 이미 많은 영향을 주고 있었다. 가장 많은 불만을 품은 계층은 상류층에 속하는 크레욜로(식민지 출신 백인)들이었다. 이들은 경제적으로는 부유했으나 스페인 본토 출신인 페닌슐라(Peninsulares)들에 비해 정치, 경제, 사회적으로 차별과 불평등한 대우를 받고 있기 때문이다.
크리욜로들이 고위관리나 고위 성직자가 되는 것은 극도로 제한되어 있었다. 식민 지배 300년 동안 170명의 부왕중에 4명만이 크리욜로였고 602명의 총독중에 크리욜로 출신은 14명뿐이었으며, 로마 가톨릭교회의 주교의 경우 총 606명중에 15퍼센트만이 크리욜로 출신이었다. 또한 식민지에서는 본토 스페인과 경쟁 관계에 있는 상품을 생산할 수 없었고 수입품에 대해 고율의 관세를 징수했다. 이런류의 불평등과 차별로 인한 양측간의 갈등은 엘리트 계층에 속했던 크레욜로(Criollo)들에게 독립의 필요성을 자각하게 하였다.

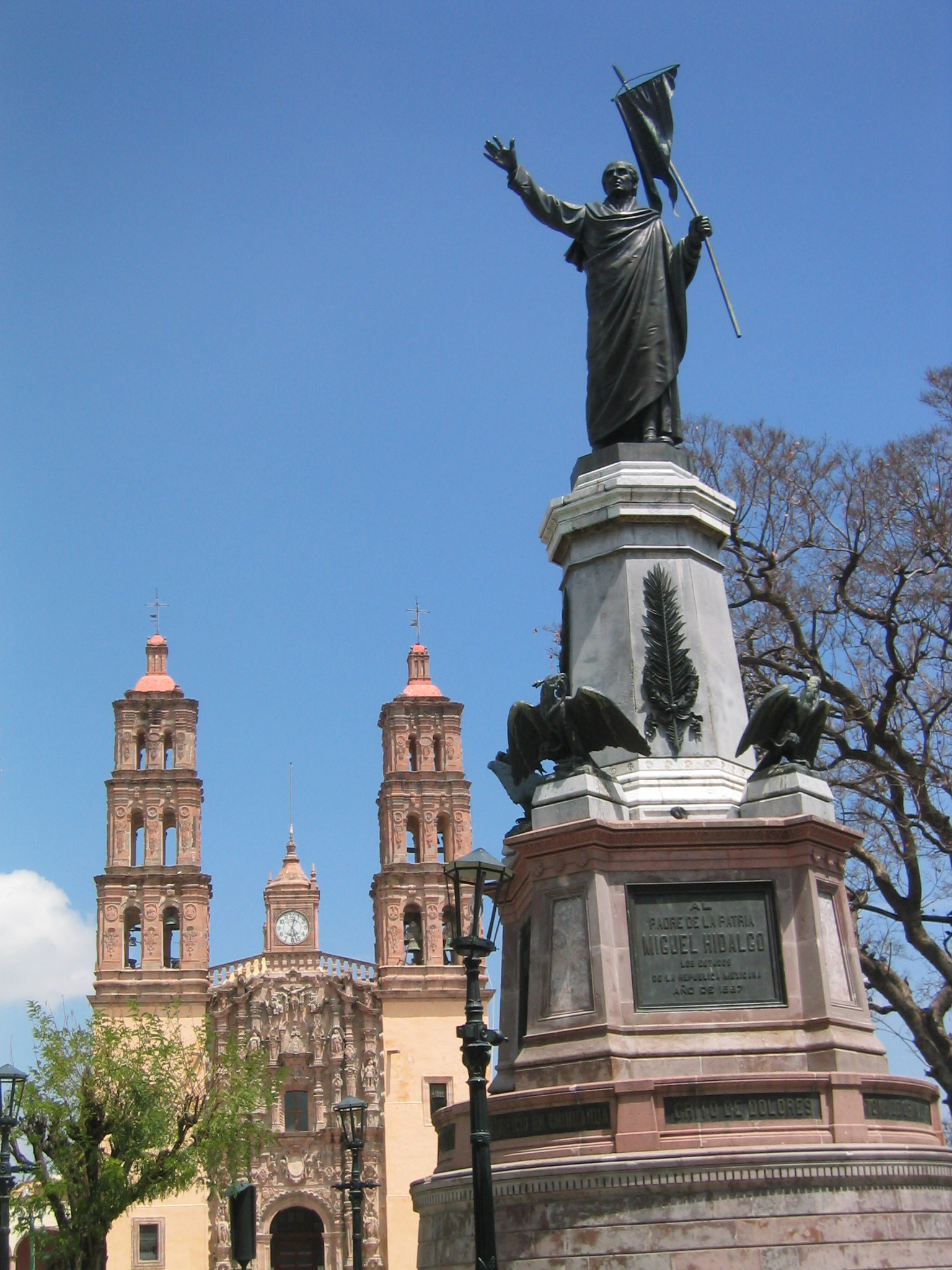
이달고 신부의 동상

독립투쟁의 불길을 당긴 사건은 1807년 프랑스의 포르투갈과 스페인 침공이었다. 다음해인 1808년에 나폴레옹이 스페인 왕위를 찬탈한후 자신의 형인 조제프를 스페인 국왕으로 책봉하자 중남미 식민지에서는 정통성을 문제삼아 이를 인정하지 않았으며 이런 권력의 공백은 1810년부터 라틴 아메리카에서 본격적인 독립 투쟁이 전개되도록 만들었다. 나폴레옹은 스페인 국왕(카를로스 4세)으로부터 식민지 통치권을 양도받았으나 식민지 독립투쟁에 대해 적극적으로 대응할 수 없었다. 지난 트라팔가 해전(1805년)에서 대패한 이후 제해권을 완전히 상실했으며, 대륙봉쇄령에 맞선 영국의 해상봉쇄와 방해가 있었다. 또한 포르투갈과 스페인은 나폴레옹의 침공에 대해서 완강히 저항하며 영국의 지원하에 게릴라전을 펼치면서 이베리아 반도의 독립투쟁을 벌이고 있었기 때문이다.

### 독립운동
본토의 정국불안으로 식민지 멕시코에도 동요가 발생하자 스페인 식민 당국은 크리욜로들의 세력이 확대되는 것을 막기 위해서 감시를 강화했다. 이에 불만을 품은 크리욜로들은 각지에서 비밀결사를 조직했다. 이 중 케레타로 지방의 비밀결사조직에 소속된 크리욜로들은 1810년 12월 8일을 기해서 페르난도 7세의 이름 아래 멕시코의 독립을 선언하기로 결정했다. 하지만 이들의 계획이 누설되어 이 비밀결사조직의 주요 인사들이 체포되었다. 이런 사실이 멕시코시티에서 북서쪽으로 100마일 떨어진 돌로레스라는 마을에도 전해졌다.
돌로레스 교구의 사제였던 이달고 신부는 1810년 9월 16일 일요일을 독립의 날로 정하고 교회 종을 울려 연설을 시작으로 봉기를 일으켰다. ‘돌로레스의 절규’로 회자되는 그의 연설은 단순한 독립투쟁 참여만이 아니라 인종 평등과 토지 재분배 내용을 비롯해 노예제도의 폐지와 특정 생산품의 정부 독점 폐지 등을 담고 있었다. 원주민과 메스티소가 주축이된 이들의 봉기는 동조자가 10만명까지 불어나며 과나후아토시를 점령하는등 여러도시를 해방시킨후 서부로 진격하여 수도 외곽에 도착했으나, 스페인 군대에 의해 진압 당하고 말았다. 이들은 전투경험도 없었고 훈련받지도 못했으며 조직적이고 체계적이지 못했다. 특히 상류층인 크리욜로(Criollo)들은 이들의 활동이 자신들을 겨냥하고 있다고 오해를 하며 스페인군과 협력하였고 독립운동은 쉽게 좌절되었다.

### 사망

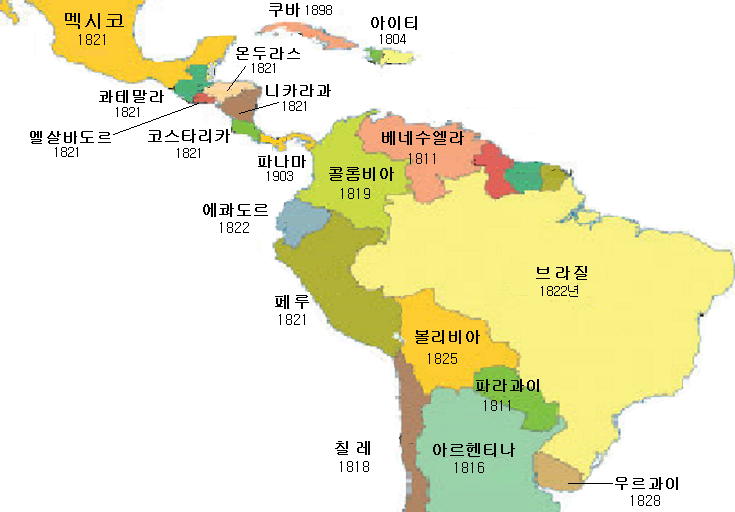
중남미 국가별 독립연도

1811년 1월 17일 칼데론(Calderón) 다리 전투에서 패배한 이달고 신부는 미국으로 탈출하기 위해 북쪽으로 피신 도중에 체포되어 처형되었다. 이달고 신부에 이어 모렐로스 신부가 투쟁을 주도하며 독립정부를 세우기는 했으나 1815년, 스페인군에 생포된 후 총살되었다. 이들의 순교는 이투르비테의 무장봉기로 이어졌고 1821년에 코르도바 조약을 통해 멕시코와 중미지역은 스페인의 식민지배로부터 독립하였다. 1823년 미국이 먼로독트린을 선언하여 유럽의 미주대륙 불간섭을 주장함에 따라 멕시코와 중미 지역의 독립은 주변국들로부터도 인정을 받게 되는 기틀이 마련되었다.
아르헨티나를 비롯한 남미의 남부지역(라플라타+페루)은 산 마르틴, 북부지역(누에바그라나다)은 시몬 볼리바르의 지도하에 15년간 진행된 무장투쟁을 통하여 1825년에 독립을 쟁취하였다. 브라질은 1822년에 포르투갈의 왕세자 동 페드루가 포르투갈의 왕위계승권을 포기함과 동시에 브라질 황제로 등극후 독립을 선포하면서 브라질을 포르투갈로부터 독립시켰다.

## 같이 보기
- 멕시코 독립 전쟁
- 어거스틴 이투르비데
- 호세 마리아 모렐로스